# Кучук, Виталий Борисович
Виталий Борисович Кучук (16 марта 1933 — 24 июля 2009, Москва) — советский и российский дипломат. Чрезвычайный и полномочный посол СССР и Российской Федерации на Филиппинах (1990—1996).

## Биография
В 1957 году окончил Среднеазиатский государственный университет им. В. И. Ленина, в 1970 году — Высшую дипломатическую школу МИД СССР.
С 1964 года работал в МИД, где занимал различные должности в центральном аппарате и в посольствах в Индонезии, Малайзии.
С 6 декабря 1990 по 13 февраля 1996 года — чрезвычайный и полномочный посол СССР/Российской Федерации на Филиппинах.

## Семья
Женат, имеет двоих детей.

## Награды
- Медаль «Ветеран труда»
- Почётная грамота Президиума Верховного Совета РСФСР